# Grenzeckkopf
Grenzeckkopf är en bergstopp i Österrike, på gränsen till Schweiz. Den ligger i den västra delen av landet. Toppen på Grenzeckkopf är 3 048 meter över havet.
Den högsta punkten i närheten är Fluchthorn, 3 399 meter över havet, 2,7 km norr om Grenzeckkopf.
Trakten runt Grenzeckkopf består i huvudsak av kala bergstoppar och isformationer.